# Еспембет
Еспембет (Еспенбет, Истембет; каз. Еспембет) — озеро и солончак расположенный на территории Коргалжынского района Акмолинской области в республике Казахстан.

## Описание
Находится на высоте 310 метров над уровнем моря, в южной части Тениз-Коргалжынской впадины возле устья реки Нура, на территории Коргалжынского района Акмолинской области.
Площадь озера составляет 11,6 км²; длина 9,1 километра, ширина 4,8 километра; глубина 3 метра. Площадь водосбора 70,5 км².
С ноября по апрель озеро покрыто льдом. Берег озера пологий. Прибрежные луга затапливаются во время паводка. Водоем пополняется за счет паводковых вод Нуры. В озере производится промышленный лов рыбы, в частности леща. Вода имеет горький вкус.

## Интересные факты
Именем Еспембет назван главный герой поэмы «Еспембет» казахского поэта Дулата Бабатайулы. Одна из улиц, столицы Казахстана Астаны названа в честь озера.